# 科雷吉多島戰役 (1942年)
科雷吉多島戰役的战场科雷吉多島是美軍的海岸炮兵駐紮地，島上駐紮著舊海岸炮兵團：第91團及美軍高射炮單位：第59及第60團，後者被部署在科雷希多島的高地上，擊落了很多日本航空兵的戰鬥機及轟炸機，用以防範從海上來的任何進攻的固定舊炮台及巨大的榴彈炮，很容易被日軍轟炸機尋找到及摧毀，美軍士兵及菲律賓童子軍防守這個小型的堡壘。
1942年初日本航空兵已命令在轟炸機上裝上氧氣瓶以使轟炸機飛得更高，以避過島上的高射炮射擊，之後更猛烈的轟炸來臨。
1941年12月菲律賓總統曼努埃爾·奎松、麥克阿瑟將軍、其他高級海軍軍官、民選議員及家族逃過對馬尼拉的空襲及搬入在科雷希多島上的馬林塔隧道，他們到達時馬林塔兩邊是作為高級指揮部、醫院及食物和軍火的儲存地，1942年3月數艘美國海軍潛艇到達科雷吉多島北部，海軍帶來信件、命令及武器，又接走美國及菲律賓高級軍官、黃金、銀及其他重要紀錄文件，一些人不能由潛艇的接走的則最後被日軍俘虜及關進在馬尼拉及其它地方的集中營。
科雷吉多島共有守軍11,000人包括以上說過的部隊、美國海軍第4團及其它被作為步兵的美國海軍人員，當日軍攻佔巴丹半島時，一些美軍逃到科雷吉多島，日軍在5月1日開始對科雷吉多島展開猛烈炮轟，5月5日晚至5月6日日軍第61步兵團的兩個營在島上東北登陸，雖然面對猛烈抵抗，日軍仍在坦克及炮火支援下建立了灘頭陣地，守軍很快被趕到馬林塔山的山腳下。
5月6日傍晚溫賴特向本間提出投降條件，本間堅持投降必需包括所有在菲律賓的盟軍，由於相信在島上的士兵面對生命的威脅，溫賴特接受，5月8日他發出信息：命令夏普的米沙鄢群島—棉蘭老島部隊投降，夏普遵從，但個別士兵則作為遊擊隊繼續戰鬥。